# Heiratsregeln
Heiratsregeln oder Heiratsordnungen sind soziale Normen, mit denen (ethnische) Gemeinschaften oder Gesellschaften festlegen, zwischen welchen Personengruppen eine Eheschließung erwünscht ist.
Sie werden zusammen mit der Heiratspraxis von der Ethnosoziologie erforscht, einem Fachbereich der Ethnologie (Völkerkunde). Heiratsregeln sind immer mit sozialen Abstammungsregeln (Deszendenz) und ehelichen Wohnsitzregeln (Residenz) verbunden, gemeinsam bilden sie wesentliche Grundlagen der sozialen Organisation vieler Gesellschaften.

## Merkmale
Heiratsregeln sind im Allgemeinen traditionell, moralisch, religiös oder rechtlich verankert. Sie können sowohl positiv (als Gebote) als auch negativ (als Verbote) wirken, dabei betreffen Gebote die als Ehepartner erwünschten oder empfohlenen Personengruppen (beispielsweise die Kreuzcousinenheirat), Verbote hingegen die Personengruppen, mit denen eine Heirat ausgeschlossen wird (zum Beispiel Eheverbote aufgrund des Inzesttabus).
Zusätzlich mögliche Unterscheidungen sind präferentielle (empfehlende) und präskriptive (vorschreibende) Regelungen oder auch nach „innen“ gerichtete (Ge- bzw. Verbote für die eigene soziale Gruppe) und nach „außen“ gerichtete Regeln („Einheiraten“ von Angehörigen anderer sozialer Gruppen in die eigene).

## Formen

### Agamie
Bei der Agamie (altgriechisch a „ohne/nicht“, gamos „Hochzeit“) existieren in einer Gemeinschaft keine besonderen Heiratsregeln und es spielt keine wichtige Rolle, welcher sozialen Gruppe die Ehepartner angehören. Das grundlegende exogame Hinausheiraten aus der eigenen Kernfamilie gemäß der Inzestschranke gegenüber leiblichen Eltern und Geschwistern stellt jedoch keine eigenständige Heiratsregel dar.

### Endo-/Exogamie
Bei der Endogamie („Innenheirat“) sollen Ehepartner vorzugsweise innerhalb der eigenen sozialen Gruppe oder Gemeinschaft gesucht werden, zusätzlich ist es möglich, dass eine Exogamie explizit verboten wird. Dagegen sollen bei der Exogamie („Außenheirat“) Ehepartner analog zur Endogamie vorzugsweise außerhalb der eigenen Gruppe oder Gemeinschaft gesucht werden, ebenfalls analog ist hier auch ein explizites Verbot der Endogamie möglich.
Allgemein bestehen in den meisten Gesellschaften mit Heiratsregeln gleichzeitig endo- und exogame Regeln auf unterschiedlichen Ebenen, beispielsweise soll ein Ehepartner in der Regel zwar aus derselben sprachlichen, religiösen oder ethnischen Gemeinschaft kommen, aber nicht aus derselben Abstammungsgruppe (Großfamilie, Clan, Lineage).

### Iso-/Anisogamie
Isogamie ist eine „Heirat unter Gleichgestellten“, d. h. die Ehepartner sollen den gleichen sozialen Status haben und derselben Schicht, Klasse oder Kaste angehören. Im Gegenzug dazu besteht bei der Anisogamie („Heirat unter Ungleichen“) die Forderung, dass Ehepartner einer höheren oder einer niedrigeren Schicht, Klasse oder Kaste angehören können/sollen.
Zwei gängige Formen der Anisogamie sind die Hyper- beziehungsweise Hypogamie: Bei der Hypergamie besitzt in der Regel der Mann einen höheren sozialen Status und die Frau heiratet in seine Gruppe „hinauf“. Im Gegenzug dazu ist bei der Hypogamie der soziale Status der Frau höher. Dabei heiratet die Frau in patrilinearen Gesellschaften in der Regel „hinunter“ und verliert damit oft ihre ursprünglich höhere gesellschaftliche Stellung, in matrilinearen Gesellschaften heiratet der Mann „hinauf“ und Kinder erlangen den höheren sozialen Status der Frau.

## Funktionen der Heirat
Heiratsbeziehungen erfüllen grundsätzlich mehrere unterschiedliche Aufgaben, vor allem dienen sie:
- der Legitimität einer sexuellen Beziehung
- der Legitimierung der Nachkommenschaft, auch in der Erbfolge
- der „Reinhaltung“ und Fortsetzung von Abstammungslinien
- der Wahrung und Vermehrung von Besitz und sozialem Ansehen
- dem Anspruch auf die Sexualität und Fruchtbarkeit der Frau
- der Festigung der Verbindungen zwischen sozialen Gruppen, beispielsweise durch Frauentausch